# Grande Prêmio da Áustria de 1970
Resultados do Grande Prêmio da Áustria de Fórmula 1 realizado em Österreichring em 16 de agosto de 1970. Nona etapa da temporada, teve como vencedor o belga Jacky Ickx, que subiu ao pódio junto a Clay Regazzoni numa dobradinha da Ferrari, com Rolf Stommelen em terceiro pela Brabham-Climax.

## Resumo

### Surge Österreichring
Em 1º de setembro de 1963 Jack Brabham venceu a primeira edição do Grande Prêmio da Áustria a bordo de uma Brabham e naquela ocasião tratava-se duma prova extracampeonato necessária para inserir o país no calendário da Fórmula 1 e dentre os dezenove inscritos para a disputa em Zeltweg estavam dois austríacos: Jochen Rindt e Kurt Bardi-Barry. Graças ao sucesso do evento, a estreia oficial do país no calendário da velocidade ocorreu em 23 de agosto de 1964, dia marcado pela única vitória na carreira do italiano Lorenzo Bandini, piloto da Ferrari, e também pelo "retorno" de Jochen Rindt.
A aspereza excessiva da pista construída na Base Aérea de Zeltweg, contudo, afastou a Fórmula 1 do país e o circuito recebeu somente uma corrida para carros esportivos e nela Jochen Rindt triunfou guiando uma Ferrari em 1965. Apenas em 1970 o circo da velocidade retornou às terras austríacas no recém-inaugurado circuito de Österreichring, formado por um traçado onde curvas de altíssima velocidade são intercaladas com subidas, descidas e áreas de escape numa extensão de quase seis quilômetros em meio a uma paisagem verdejante entre as cidades de Zeltweg, Knittelfeld e Spielberg, localizadas no estado da Estíria.

### Todos por Jochen Rindt
Cinco das seis vitórias na carreira de Jochen Rindt ocorreram em 1970, quatro delas de maneira consecutiva, motivo pelo qual o piloto retornou ao seu país na liderança do mundial de pilotos com 45 pontos, vinte a mais que Jack Brabham. Favorecido pelos números e pelo aprumo de sua Lotus 72, o austríaco honrou seus compatriotas e conquistou a décima (e última) pole position de sua carreira à frente de Clay Regazzoni e Jacky Ickx cuja equipe, a Ferrari, inscreveu Ignazio Giunti para guiar um terceiro carro em Österreichring. Quinto colocado no grid, o italiano colocou-se atrás de Jackie Stewart em sua March cedida à Tyrrell Racing Organisation, e adiante de Chris Amon, piloto oficial da March.
Contratado em substituição a Brian Redman para dirigir o De Tomaso pertencente à equipe de Frank Williams, o australiano Tim Schenken estreou na Fórmula 1 em décimo nono lugar no grid, enquanto o suíço Silvio Moser classificou a Bellasi para a primeira corrida na história da equipe. Não correram na Áustria o bicampeão mundial Graham Hill e o novato Ronnie Peterson.

### Dobradinha da Ferrari
No domingo, mais de 100 mil pessoas compareceram a Österreichring torcendo por mais uma vitória de Jochen Rindt, mas a frustração veio no momento da largada quando a Ferrari de Clay Regazzoni saltou para a liderança escoltado por Jacky Ickx, ordem invertida na segunda volta e inalterada até o fim da corrida. Com alguma combatividade, Rindt ainda apareceu em quarto antes de perder rendimento e abandonar após uma quebra de motor na vigésima primeira volta da sexagésima (e última) corrida do austríaco. A sorte do mesmo é que seus rivais ficaram pelo caminho: Jackie Stewart saiu antes de Rindt por um defeito no tubo de combustível e Denny Hulme também perdeu o motor. Até mesmo Jack Brabham e Chris Amon não pontuaram, embora tenham chegado ao fim da prova.
Inabalável em sua toada, a Ferrari venceu com Jacky Ickx e Clay Regazzoni veio a seguir no primeiro pódio de sua carreira. Foi a primeira dobradinha da Casa de Maranello desde o Grande Prêmio da Itália de 1966 e a primeira vitória do time desde o Grande Prêmio da França de 1968. Quanto ao terceiro lugar, este pertenceu a Jean-Pierre Beltoise por 55 das 60 voltas da prova após o francês superar Jochen Rindt, mas suas aspirações findaram quando sua Matra engasgou por falhas no sistema de captação de combustível e ele foi superado pela Brabham de Rolf Stommelen, no único pódio da carreira do corredor alemão. A dupla da BRM cruzou a linha de chegada a uma volta do vencedor com Pedro Rodríguez em quarto e Jackie Oliver em quinto, enquanto Beltoise ainda garantiu o sexto lugar.
Graças aos resultados em Österreichring, Jochen Rindt permanecia na liderança do mundial de pilotos com os 45 pontos que detinha antes de vir à Áustria e os 50 pontos da Lotus mantinham-na como líder do mundial de construtores, em ambos os casos com grande vantagem em relação aos adversários.

## Classificação da corrida
| Pos.   | Nº | Piloto               | Construtor         | Voltas | Tempo/Diferença     | Grid | Pontos |
| ------ | -- | -------------------- | ------------------ | ------ | ------------------- | ---- | ------ |
| 1      | 12 | Jacky Ickx           | Ferrari            | 60     | 1:42:17.3           | 3    | 9      |
| 2      | 27 | Clay Regazzoni       | Ferrari            | 60     | + 0.61              | 2    | 6      |
| 3      | 11 | Rolf Stommelen       | Brabham-Ford       | 60     | + 1:27.88           | 17   | 4      |
| 4      | 17 | Pedro Rodríguez      | BRM                | 59     | + 1 volta           | 22   | 3      |
| 5      | 16 | Jackie Oliver        | BRM                | 59     | + 1 volta           | 14   | 2      |
| 6      | 19 | Jean-Pierre Beltoise | Matra              | 59     | + 1 volta           | 7    | 1      |
| 7      | 14 | Ignazio Giunti       | Ferrari            | 59     | + 1 volta           | 5    |        |
| 8      | 4  | Chris Amon           | March-Ford         | 59     | + 1 volta           | 6    |        |
| 9      | 3  | Jo Siffert           | March-Ford         | 59     | + 1 volta           | 20   |        |
| 10     | 23 | Peter Gethin         | McLaren-Ford       | 59     | + 1 volta           | 21   |        |
| 11     | 18 | George Eaton         | BRM                | 58     | + 2 voltas          | 23   |        |
| 12     | 22 | Andrea de Adamich    | McLaren-Alfa Romeo | 57     | + 3 voltas          | 15   |        |
| 13     | 10 | Jack Brabham         | Brabham-Ford       | 56     | + 4 voltas          | 8    |        |
| 14     | 20 | Henri Pescarolo      | Matra              | 56     | + 4 voltas          | 13   |        |
| 15     | 8  | Emerson Fittipaldi   | Lotus-Ford         | 55     | + 5 voltas          | 16   |        |
| Ret    | 21 | Denny Hulme          | McLaren-Ford       | 30     | Motor               | 11   |        |
| Ret    | 15 | John Surtees         | Surtees-Ford       | 27     | Motor               | 12   |        |
| Ret    | 26 | Tim Schenken         | De Tomaso-Ford     | 25     | Motor               | 19   |        |
| Ret    | 6  | Jochen Rindt         | Lotus-Ford         | 21     | Motor               | 1    |        |
| Ret    | 5  | Mario Andretti       | March-Ford         | 13     | Acidente            | 18   |        |
| Ret    | 24 | Silvio Moser         | Bellasi-Ford       | 13     | Radiador            | 24   |        |
| Ret    | 1  | Jackie Stewart       | March-Ford         | 7      | Tubo de combustível | 4    |        |
| Ret    | 7  | John Miles           | Lotus-Ford         | 4      | Freios              | 10   |        |
| Ret    | 2  | François Cevert      | March-Ford         | 0      | Motor               | 9    |        |
| Fonte: |    |                      |                    |        |                     |      |        |

## Tabela do campeonato após a corrida
|        | Pos. | Piloto         | Pontos |
| ------ | ---- | -------------- | ------ |
|        | 1    | Jochen Rindt   | 45     |
|        | 2    | Jack Brabham   | 25     |
|        | 3    | Denny Hulme    | 20     |
| 3      | 4    | Jacky Ickx     | 19     |
| 1      | 5    | Jackie Stewart | 19     |
| Fonte: |      |                |        |

|        | Pos. | Equipe       | Pontos |
| ------ | ---- | ------------ | ------ |
|        | 1    | Lotus-Ford   | 50     |
|        | 2    | March-Ford   | 33     |
|        | 3    | Brabham-Ford | 33     |
|        | 4    | McLaren-Ford | 27     |
|        | 5    | Ferrari      | 25     |
| Fonte: |      |              |        |

- Nota: Somente as primeiras cinco posições estão listadas. Em 1970 os pilotos computariam seis resultados nas sete primeiras corridas do ano e cinco nas últimas seis. Neste ponto esclarecemos: na tabela dos construtores figurava somente o melhor colocado dentre os carros de um time.